# Lis Rhodes
Lis Rhodes (née en 1942) est une artiste et réalisatrice féministe britannique, décrite comme une pionnière du cinéma expérimental.   

## Jeunesse et formation
Lis Rhodes grandit dans l'ouest de l'Angleterre. Elle étudie d'abord à la North East London Polytechnic, puis au Royal College of Art où elle suit des cours de cinéma et audiovisuel.  
Elle vit et travaille au Royaume-Uni depuis le début des années 1970.  

## Carrière
Depuis le début des années 1970, Lis Rhodes réalise un art radical et controversé qui invite les téléspectateurs à remettre en question la perspective du film. Elle souhaite que le public « considère le film comme média de communication et de présentation de l'image, du langage et du son. » 
De 1975 à 1976, Lis Rhodes est commissaire d'exposition dans la section cinéma de London Film-Makers' Co-op. En 1979, elle cofonde le réseau de distribution de films féministes Circles. Elle est aussi membre du comité d'exposition de l'événement Film on Film du Arts Council en 1979.  
Elle est conseillère artistique du Greater London Council de 1982 à 1985 et, depuis 1978, elle est chargée de cours à temps partiel à la Slade School of Fine Art de l'University College de Londres. 
L'ICA écrit à ce sujet « Lis Rhodes examine, dans son travail, les relations - du film à la composition, en passant par l'écriture - de la notation du son et de l'image, en passant par le langage de la dissidence politique. » 
Selon l'artiste elle-même : « la vue à travers l'objectif peut être floue ou définie - focalisée ou non focalisée ou non focalisée - en fonction de ce que vous pensez savoir. » Lis Rhodes ne considère pas son art comme une pratique isolée, mais plutôt comme une fonction sociale.  
Lis Rhode est connue pour sa densité, sa concentration et son sens articulé de la poésie dans ses œuvres visuelles.  

## Expositions

### Monographiques
L'œuvre Light Music de 1975 est exposée à la Tate Modern de Londres de juillet 2012 à janvier 2013. Elle est jugée « d'œuvre emblématique du cinéma élargi qui a donné un rôle plus central et plus participatif au spectateur grâce à un environnement dynamique et immersif. »  
En 2012, l'Institute of Contemporary Arts de Londres monte l'exposition monographique Dissonance and Disturbance. Cinq plus tard, une rétrospective de son œuvre est organisée à Nottingham Contemporary.   

### Collectives
Le travail de Lis Rhodes est également inclus dans l'exposition féministe WACK! Art and the Feminist Revolution en 2007. 

## Filmographie partielle
- Dresden Dynamo (1972)
- Light Music (1975)
- Light Reading (1978)
- Hang on a Minute series (1983–85)
- A Cold Draft (1988)
- In the Kettle (2010)
- Whitehall (2012)

## Distinctions
En 2019, Lis Rhodes reçoit 35 000 livres dans le cadre du prix de la Freelands Foundation.